# Marcel Otte
Marcel Otte (n. 5 octombrie 1948, Brasschaat, Belgia) este un arheolog și paleoantropolog belgian, profesor de Preistorie la Universitatea din Liège, specialist în paleoliticul european.

## Lucrări principale
- Étude Archéologique et Historique sur le Château Médièval de Saive, Centre belge d'histoire rurale, Liège 1973
- Les Pointes à Retouches Plates du Paléolithique Supérieur Initial de Belgique, Centre Interdisciplinaire de Recherches Archéologiques, Liège, 1974
- La préhistoire à Travers les Collections du Musée Curtius de Liège, Wahle, Liège, 1978 ISBN 2-87011-009-X
- Le Paléolithique Supérieur Ancien en Belgique, Musées Royaux d'art et d'histoire, Brussels, 1979
- Le Gravettien en Europe Centrale, De Tempel, Brugge, 1981
- Sondages à Marche-les-Dames : Grotte de la Princesse, 1976, în colaborare cu J.M. Degbomont, University of Liege, 1981
- Les Fouilles de la place Saint-Lambert à Liège, Le Centre Liège, 1983
- Préhistoire des Religions, Masson, Paris, 1993 2-225-84068-7
- Le Paléolithique Inférieur et Moyen en Europe, A. Colin, Paris, 1996 ISBN 2-200-01389-2
- La Grotte du Bois Laiterie : Recolonisation Magdalénienne de la Belgique, în colaborare cu Lawrence Straus, University of Liege, 1997
- La Préhistoire, în colaborare cu Denis Vialou și Patrick Plumet, De Boeck Université, Paris 1999 ISBN 2-8041-2837-7
- Approches du Comportement au Mousterien, British Archaeological Reports, Oxford, 2000 ISBN 1-84171-126-8
- Les Origines de la Pensée, Sprimont Mardaga, 2001 ISBN 2-87009-723-9
- La Protohistoire, în colaborare cu Mireille David-Elbiali, Christiane Eluère ași Jean-Pierre Mohen, De Boeck Université, Brussels, 2002 ISBN 2-8041-3297-8
- Recherches sur le Paléolithique Supérieur, J. and E. Hedges, Oxford, 2003 ISBN 1-84171-324-4